# Catharijnekade
De Catharijnekade is een straat in de historische binnenstad in de buurt Wijk C in Nederlandse stad Utrecht, die loopt vanaf de Nieuwekade en de Daalsetunnel tot de Rijnkade waarin hij overgaat. Parallel aan de Catharijnekade loopt de Daalsesingel (voor 1977 de Catharijnesingel geheten). Zijstraten van de Catharijnekade zijn de Bergstraat en de Lange Koestraat. De Catharijnekade is vernoemd naar het Sint-Catharijneklooster wat stond op het Catharijneveld het huidige Vredenburg. De Catharijnekade is ongeveer 400 meter lang.

## Geschiedenis
De Catharijnekade heeft een rijke historie, zo was hier vroeger ooit de markt. Later is die verhuisd naar het Vredenburg. En stroomde er langs de Catharijnekade maar ook in de aangrenzende Daalsesingel nog water. Met de bouw van het nieuwe Hoog Catharijne komt ook het water weer in de gedempte Daalsesingel te lopen (de vroegere Catharijnesingel).
Aan de Catharijnekade 9 bevindt zich de Westerkerk uit 1891. Ooit bevond zich hier ook het hoofdbureau van politie aan de Catharijnekade 12, dit werd later rond 1967 gewijzigd in Paardenveld 1.

## Fotogalerij

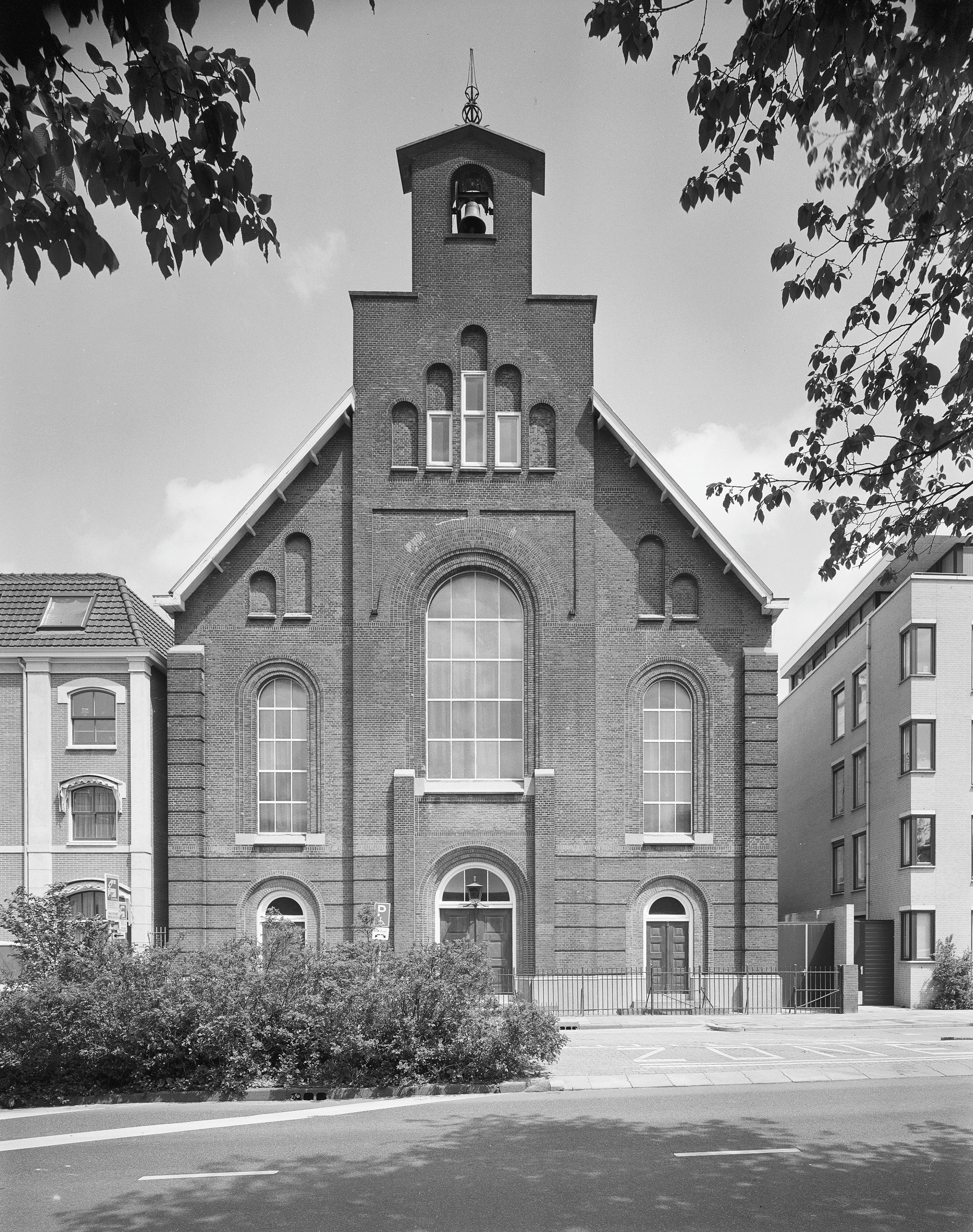
Westerkerk aan de Catharijnekade 9 (het orgel is rijksmonumentaal).

3e Buurkerksteeg ·
A.B.C.-straat ·
Abraham Dolesteeg ·
Achter de Dom ·
Achter St.-Pieter ·
Agnietenstraat ·
Ambachtstraat ·
Annastraat ·
Bakkerstraat ·
Breedstraat ·
Boothstraat ·
Boterstraat ·
Brigittenstraat ·
Bijlhouwerstraat ·
Catharijnekade ·
Catharijnesingel ·
Choorstraat ·
Croeselaan ·
Domplein ·
Domstraat ·
Donkere Gaard ·
Donkerstraat ·
Dorstige Hartsteeg ·
Drakenburgstraat ·
Drieharingstraat ·
Drift ·
Eligenstraat ·
Ganzenmarkt ·
Geertekerkhof ·
Hamburgerstraat ·
Hamsteeg ·
Hanengeschrei ·
Hardebollenstraat ·
Haverstraat ·
Hekelsteeg ·
Herenstraat ·
Hoogt ·
Jaarbeursplein ·
Jacobsgasthuissteeg ·
Jacobijnenstraat ·
Jansdam ·
Janskerkhof ·
Jansveld ·
Jodenrijtje ·
Keistraat ·
Keizerstraat ·
Kintgenshaven ·
Kleine Slachtstraat ·
Korte Jansstraat ·
Korte Lauwerstraat ·
Korte Minrebroederstraat ·
Korte Nieuwstraat ·
Korte Smeestraat ·
Kromme Nieuwegracht ·
Lange Elisabethstraat ·
Lange Jansstraat ·
Lange Jufferstraat ·
Lange Lauwerstraat ·
Lange Nieuwstraat ·
Lange Smeestraat ·
Lange Viestraat ·
Lauwersteeg ·
Leidseveer ·
Lichte Gaard ·
Loeff Berchmakerstraat ·
Lucasbolwerk ·
Lijnmarkt ·
Mariahoek ·
Mariaplaats ·
Massegast ·
Minrebroederstraat ·
Moreelsepark ·
Muntstraat ·
Neude ·
Nicolaas Beetsstraat ·
Nieuwegracht ·
Nobeldwarsstraat ·
Nobelstraat ·
Oudegracht ·
Oudkerkhof ·
Paardenveld ·
Pieterskerkhof ·
Pieterstraat ·
Plompetorenbrug ·
Plompetorengracht ·
Potterstraat ·
Predikherenkerkhof ·
Predikherenstraat ·
Ridderschapstraat ·
Servetstraat ·
Slachtstraat ·
St.-Jacobsstraat ·
Springweg ·
Stadhuisbrug ·
Steenweg ·
Sterrenburg ·
Strosteeg ·
Telingstraat ·
Tolsteegbarrière ·
Tolsteegbrug ·
Trans ·
Twijnstraat en Twijnstraat aan de Werf ·
Van Asch van Wijckskade ·
Vinkenburgstraat ·
Vismarkt ·
Voetiusstraat ·
Voorstraat ·
Vredenburg ·
Waterstraat ·
Wed ·
Wittevrouwenstraat ·
Wijde Begijnestraat ·
Zadelstraat ·
Zakkendragerssteeg ·
Zuilenstraat ·
Zwaansteeg